# Наречена Якудзи
Наречена Якудзи (яп. 来世は他人がいい, Raise wa Tanin ga Ii, досл. «У наступному житті я хочу бути кимось іншим») — манґа, написана та проілюстрована Асукою Коніші. Вона публікується в журналі Monthly Afternoon видавництва Kodansha з серпня 2017 року. Аніме-серіал із 12 серій, створений Studio Deen, транслювався з жовтня по грудень 2024 року.

## Сюжет
Йошіно Сомей — старшокласниця, яка народилася та виросла в родині якудза. Незважаючи на унікальне сімейне оточення, вона проводила свої дні тихо та мирно. Усе змінюється, коли вона дізнається, що її дідусь домовився про її шлюб зі спадкоємцем іншої родини якудза, Кірішімою Міямою, якого вона ненавидить.

## Персонажі
Йошіно Сомей (яп. 染井 吉乃, Somei Yoshino)
Сейю: Хітомі Уеда
Кірішіма Міяма (яп. 深山 霧島, Miyama Kirishima)
Сейю: Акіра Ішіда
Сома Торіаші (яп. 鳥葦 翔真, Toriashi Shōma)
Сейю: Коджі Юса
Азамі Суо (яп. 周防 薊, Suō Azami)
Сейю: Хіроші Камія
Ренджі Сомей (яп. 染井 蓮二, Somei Renji)
Сейю: Йоджі Уеда
Гаку Міяма (яп. 深山 萼, Miyama Gaku)
Сейю: Казуя Накаї
Аой Тачібана (яп. 橘 葵, Tachibana Aoi)
Сейю: Рьота Такеучі
Сота Інаморі (яп. 稲森 颯太, Inamori Sōta)
Сейю: Хіроші Шімозакі
Такето Хотей (яп. 布袋 竹人, Hotei Taketo)
Сейю: Кацуюкі Коніші
Цубакі Акашігата (яп. 明石潟 椿, Akashigata Tsubaki)
Сейю: Рейна Уеда

## Медіа

### Манґа
Манґа «Наречена Якудзи», написана та проілюстрована Асукою Коніші, почала виходити в журналі Monthly Afternoon видавництва Kodansha 25 серпня 2017 року.
Видавництво Kodansha збирає розділи манґи в окремі томи танкобон. Перший том вийшов 22 листопада 2017 року. Станом на 23 жовтня 2023 року було випущено вісім томів.
У лютому 2022 року видавництво Seven Seas Entertainment оголосило про ліцензування манґи для випуску англійською мовою в Північній Америці. Перший том англійською вийшов 22 листопада 2022 року. У липні 2025 року видавництво Nasha idea анонсувало випуск манґи українською мовою.

#### Томи
| № | Японською         | Японською                                     | Українською | Українською |
| № | Дата виходу       | ISBN                                          | Дата виходу | ISBN        |
| - | ----------------- | --------------------------------------------- | ----------- | ----------- |
| 1 | November 22, 2017 | ISBN 978-4-06-510376-0                        | Анонсовано  | —           |
| 2 | 23 липня 2018     | ISBN 978-4-06-511660-9 978-4-06-512979-1 (СВ) | —           | —           |
| 3 | 23 травня 2019    | ISBN 978-4-06-514835-8                        | —           | —           |
| 4 | 23 червня 2020    | ISBN 978-4-06-519771-4                        | —           | —           |
| 5 | 21 травня 2021    | ISBN 978-4-06-523330-6                        | —           | —           |
| 6 | 23 березня 2022   | ISBN 978-4-06-526863-6                        | —           | —           |
| 7 | 23 січня 2023     | ISBN 978-4-06-529919-7                        | —           | —           |
| 8 | 23 жовтня 2023    | ISBN 978-4-06-533312-9                        | —           | —           |

### Аніме
У жовтні 2023 року було оголошено про аніме-адаптацію. Серіал виробництва Studio Deen був зрежисований Тошіфумі Кавасе, а Ріка Такасугі займалася композицією серії. Іцуко Такеда розробляла дизайн персонажів, а Хіроакі Цуцумі та Масато Сузукі писали музику.
Аніме транслювалося з 7 жовтня по 23 грудня 2024 року на телеканалах Tokyo MX та BS11. Спеціальний епізод «Kansai Prologue-hen» був доступний для стрімінгу на Amazon Prime Video в Японії протягом обмеженого часу 28 та 29 вересня.
Відкриваючою темою серіалу стала пісня «Under and Over» у виконанні The Oral Cigarettes, а завершальною темою — «Nani Wararotonnen» у виконанні Йошіно.
Crunchyroll здійснює стрімінг серіалу по всьому світу за межами Азії. Plus Media Networks Asia ліцензувала серіал у Південно-Східній Азії та транслюватиме його на Aniplus Asia.

## Сприйняття
Манґа «Наречена Якудзи» відзначена низкою нагород та номінацій. У 2018 році вона отримала четверту премію Next Manga Award у категорії друкованих видань. Також, поряд із серією «Шлях домогосподаря», посіла восьме місце у рейтингу «Kono Manga ga Sugoi!» 2019 року, який визначає провідні манґи для читачів-чоловіків. Серія зайняла одинадцяте місце у списку «Рекомендованих коміксів працівників національних книжкових магазинів 2018 року», опублікованому на вебсайті Honya Club. У 2020 році манґа потрапила на 48-ме місце у переліку «Книга року» за версією журналу Da Vinci. Крім того, у 2022 році вона була номінована на 46-ту премію Kodansha Manga Award у загальній категорії.